# Patrice Abanda
Jouan Patrice Abanda Etong (Yaoundé, 3 agosto 1978) è un ex calciatore camerunese, di ruolo difensore.

## Palmarès

### Nazionale
- Oro olimpico: 1

Sydney 2000